# Ontario Tower
L'Ontario Tower est un gratte-ciel résidentiel de 106 mètres de hauteur construit dans le quartier de Tower Hamlets à Londres au Royaume-Uni de 2004 à 2007.
L'immeuble à une forme elliptique qui commémore les cheminées industrielles qui faisaient autrefois partie de ce quartier de Londres, et les formes des cheminées des transatlantiques.
Le sommet de l'immeuble forme un angle de 30° avec le dernier étage, le rebord du sommet étant constitué d'un néon bleu.
Le bâtiment fut conçu par l'agence américaine d'architectes Skidmore, Owings and Merrill (SOM), basée à Chicago.